# Erythrina microcarpa
Erythrina microcarpa là một loài thực vật có hoa trong họ Đậu. Loài này được Koord. & Valeton miêu tả khoa học đầu tiên.